# Kion (Disney)
Pour les articles homonymes, voir Kion.
Kion est un personnage de fiction apparu pour la première fois dans le téléfilm La Garde du Roi lion: Un nouveau cri en 2015, préquelle de la série télévisée La Garde du Roi lion (2016).
Ce personnage est le plus jeune enfant de Simba et Nala, le frère cadet de Kiara et le chef de la Garde du Roi lion, une équipe d'animaux qui protègent la Terre des lions. Au cours de la troisième saison (alors qu'il doit se rendre à l'arbre de vie pour soigner la cicatrice et le venin que lui a infligé Ushari lors de la dernière bataille contre l'armée de Scar) il fait la rencontre de Rani et sa Garde de la Nuit. D'abord rivaux, ils vont se rapprocher peu à peu, jusqu'à tomber amoureux. Il finiront par se marier et Kion devient donc roi de l'Arbre de vie.

## Personnalité
Kion est décrit comme celui qui « défie la tradition », car il a assemblé une garde qui se compose d'animaux autres que des lions. De cette façon, il est ouvert à d'autres espèces et est prêt à donner une chance aux étrangers sans faire de différences. Il se montre comme étant équilibré et réticent à l'idée d'entrer sur les autres terres, probablement en raison de la règle de son père qui lui interdit d'y entrer. Il est aussi courageux et comme son grand-père Mufasa, prudent en même temps.

## Apparence physique
Kion a une ressemblance frappante avec son père Simba. Petit et agile, Kion est en bonne forme, sa fourrure est d'or et de lumière, tandis que son museau, ses pattes et son ventre sont tous de couleur plus claire. Il a les yeux couleur caramel et un museau marron. Ses caractéristiques les plus distinctives sont ses oreilles (qui ont été hérités de son père) et une touffe de poils rouges sur sa tête qui n'est autre que le début de sa crinière. Il a un style similaire à celui de son grand-oncle Scar. Kion a une marque formant une tête de lion sur son épaule, et porte des taches à l'arrière de ses pattes. De plus au début de la saison 3, Ushari le cobra et bras droit de Scar lui inflige une cicatrice sur l'oeil gauche ressemblant à celle de son maître (deux marques au-dessus de l'œil et une au-dessous de l'œil). A l'adolescence,  Kion est plus grand et plus  musclé et sa crinière s'est agrandi .

## Famille
- Épouse : Rani
- Père : Simba
- Mère : Nala
- Grande Sœur : Kiara
- Beau-frère : Kovu
- Grands Cousins : Nuka(m) et Vitani(f) et Kovu(m)
- Grand-père : Mufasa (paternel)
- Grands-mères : Sarabi (paternelle) et Sarafina (maternelle)
- Grand-oncle : Scar
- Grand-tante : Zira

## Apparitions
- La Garde du Roi lion: Un nouveau cri, téléfilm d'animation américain diffusé le 22 novembre 2015[1] sur Disney Junior Disney Channel  ; et Disney Cinemagic
- La Garde du Roi lion, série télévisée d'animation américaine, 15 janvier 2016[2],[3] sur Disney Junior Disney Channel.et Disney Cinemagic

## Anecdotes
- Kion est le deuxième enfant de Simba et Nala après Kiara[4]
- Tous les noms des enfants de Simba et Nala commencent par un K (Kiara, Kion).
- La marque sur son épaule devait être une empreinte de patte, mais celle-ci a été remplacée par la tête de lion.
- Kion n'est pas le premier lion à prendre le rôle du chef de la Garde du Roi lion. Son grand-oncle Scar était lui aussi chef de la Garde du Roi lion avant les événements du premier film.
- La raison pour laquelle Kion n'était pas présent dans le second film a été expliquée à la fin de la saison 3 de la série : Kion et le reste de la Garde du Roi Lion étaient à l'Arbre de Vie pendant que Zira tentait de prendre le pouvoir avec les Lions bannis. De ce fait, Kion fait officiellement partie de l'univers du Roi Lion